# 宮城縣 (陝西)
宫城县，中国古县名。
北魏太平真君七年（446年）析郃陽縣東北部置宮城縣，治所在今陕西省合阳县东宫城村。属澄城郡。北周裁废。